# 松島肇
松島 肇（まつしま はじめ、1883年2月20日 - 1961年4月15日）は、日本の外交官。 

## 経歴
長野県上伊那郡手良村（現伊那市）に生まれる。旧制松本中学（長野県松本深志高等学校）、第一高等学校を経て、東京帝国大学政治科を卒業後、外務省に入省。ハルビン総領事、一等書記官などを経て、1921年ウラジオストク派遣軍政務部長を命じられる。ロシア外交の艱難な局面に当たり、途絶していた日露通商再開の途を開いた。1923年フランス駐在、1928年ポーランド特命全権公使、1931年外務省欧米局長、1932年イタリア特命全権大使を歴任した。